# 黃梓春
黃梓春（?—?），贵州贵阳人，清朝政治人物、同進士出身。

## 生平
嘉慶十九年（1814年）甲戌科進士，三甲八十一名，官福建德化縣知縣、安溪县知县。曾于接替方功钺任龙岩州知州一职，由吉惠接任。

## 延伸阅读
- 《明清貴州七百進士》，厐思纯，贵州人民出版社，ISBN 7221069026

| 官衔          | 官衔                                                 | 官衔          |
| ------------- | ---------------------------------------------------- | ------------- |
| 前任： 王源   | 永春州德化縣知縣 道光六年－? （1826年－?）           | 繼任： 何炳南 |
| 前任： 章復旦 | 永春州大田縣知縣 道光十年－二十四年 （1830－1844年） | 繼任： 韓湛   |
| 前任： 王光鍔 | 永春州知州 道光二十三－二十五年 （1843－1845年）     | 繼任： 丁廷琛 |
| 前任： 方功钺 | 龙岩州知州 道光年間                                  | 繼任： 吉惠   |